# Conversione booleana
In informatica, la conversione booleana è l'insieme di regole usate in un linguaggio di programmazione per convertire una variabile di un tipo generico in una di tipo booleano, che cioè può assumere solo i valori true o false.
Il valore intero 0 è sempre convertito a false e il valore intero 1 a true: altre conversioni dipendono dal linguaggio di programmazione.
- In C++ il valore 0 (intero, a virgola mobile o nelle enumerazioni unscoped, il null pointer e il null pointer-to-member sono convertiti a false, gli altri a true.[1]
- In javascript i valori che sono intuitivamente "vuoti" (0, la stringa nulla, null, undefined e NaN) diventano false; gli altri valori diventano true.[2]
- In Perl 0 (come numero o stringa) e la stringa nulla diventano false, mentre gli altri valori diventano true. Per le regole sintattiche specifiche del linguaggio, la stringa "0 but true" vale 0 se usata come numero ma appunto true se usata come booleano.[3]